# موریل (نبراسکا)
موریل(به انگلیسی: Morrill) شهری در ایالت نبراسکا کشور ایالات متحده آمریکا است که جمعیت آن در سرشماری سال ۲۰۱۰ میلادی، ۹۲۱ نفر بوده‌است.